# Glaucosciadium insigne
Glaucosciadium insigne là một loài thực vật có hoa trong họ Hoa tán. Loài này được (Pimenov & Maassoumi) Spalik & S.R.Downie mô tả khoa học đầu tiên năm 2008.